# Xenoturbella
Xenoturbella је род црволиких деутеростомних животиња, који обухвата две савремене маринске врсте. Веома су једноставно грађене, немају мозак, цревни систем, екскреторне органе нити гонаде.